# Maureen O'Brien
Maureen O'Brien, née le 29 juin 1943 
à Liverpool, est une actrice anglaise ayant tourné dans de nombreuses séries télévisées britanniques et est principalement connue pour son rôle de Vicki dans la série anglaise Doctor Who.

## Carrière
Maureen O'Brien fit ses études à la Notre Dame School de Liverpool au Central School of Speech and Drama de Londres. Elle est actrice au "Everyman Theatre" de Liverpool, avant d'être engagée sur la série Doctor Who de janvier à novembre 1965. Elle continue brièvement sa carrière à la télévision par des petits rôles dans des séries comme Z-Cars ou The Mock Doctor.
Après avoir exercé quelques années le métier de professeur remplaçante, elle revient à la télévision au milieu des années 1970. Elle joue dans des séries telles que Casualty, The Duchess of Duke Street, "The Legend of King Arthur, Taggart, Cracker, Jonathan Creek ou encore Inspecteur Frost.

### Doctor Who
À la fin de 1964, Carole Ann Ford quitte la distribution de la série et la production recherche une autre actrice afin de jouer un rôle d'adolescente. Ils écrivent le personnage de Vicki, une orpheline que le Docteur recueille sur une planète isolée. Poussée par son professeur de théâtre, Maureen O'Brien passe l'audition principalement afin de pouvoir vivre à Londres où son fiancé résidait. Elle est prise dans le rôle de Vicki qu'elle tient sur 38 épisodes du sérial The Rescue (2 janvier 1965) au sérial The Myth Makers (6 novembre 1965). À l'époque, son contrat est amené à expiration et non renouvelé par mésentente avec le producteur John Wiles.
Elle reprend ce rôle à la fin des années 1990 dans des pièces radiophoniques autour de Doctor Who, ainsi que le rôle d'Alice Bultitude dans une pièce radiophonique autour du 6e Docteur en 2006.

## Écriture
À partir de la fin des années 1980, Maureen O'Brien écrit de nombreuses nouvelles policières avec pour personnage principal l'inspecteur détective John Bright. Elle publie notamment : Close-Up on Death (1989), Deadly Reflection (1993), Mask of Betrayal (1998), Dead Innocent (1999), Revenge (2001) et Unauthorised Departure (2003).